# Vannvåg
Vannvåg est une localité du comté de Troms, en Norvège.

## Géographie
Administrativement, Vannvåg fait partie de la kommune de Karlsøy.